# 1296
1296 је била преступна година.

## Догађаји
- Википедија:Непознат датум — Започео Византијско-млетачки рат

- 30. март – Заузимање Бервика: Краљ Едвард I од Енглеске јуриша и заузима Бервик-на-Твиду, пљачкајући оно што је у то време шкотски погранични град, уз много крвопролића. Поклао је већину становника, укључујући и оне који су побегли у цркве.
- 27. април – Битка код Данбара: Шкотска војска Џона Бајлиола поражена је од енглеске војске којом је командовао Џон де Варен, 6. гроф од Сарија.
- 20. јул – Џалал уд дин Фируз Халџи умире, а његов нећак и зет Ала-Уд-Дин-Халџи долази на престо Делхијског султаната у Хиндустану, постајући најмоћнији владар своје династије.
- 21. октобар – Одржава се формално крунисање Алаудина Халџија за султана Делхија, а он узима краљевско име Мухамед Шах I.
- Српски краљ Стефан Драгутин је подигао Цркву Светог Ахилија у Ариљу.
- Бонифације из Вероне протерује Византинце из њихових последњих преосталих упоришта на Еубеји.
- Кинески дипломата Џоу Дагуан проводи годину дана на двору кмерског краља Индравармана III у Ангкору и пише дневник у којем износи своја запажања.

## Рођења
- Википедија:Непознат датум — Рођен Јован I, гроф Луксембурга

## Смрти
- Едмунд Погрбљени

- Пшемисл II Пјаст

- Флорис V Холандски

- Хуго од Бријена

- Папа Целестин V